# Glinojeck
Glinojeck è un comune urbano-rurale polacco del distretto di Ciechanów, nel voivodato della Masovia.
Ricopre una superficie di 153,49 km² e nel 2004 contava 8 018 abitanti.